# Domna
Domna – imię żeńskie pochodzenia łacińskiego, notowane w Polsce już od 1438 roku, wywodzące się od łacińskiego przydomka Domna, pochodzącego od celt. Domnus, Donnus lub łac. Dominus ("Pan"). 
Domna imieniny obchodzi:
- 2 czerwca, jako wspomnienie św. Domny, wspomninanej razem ze śwśw. Blandyną i Fotynem oraz innymi towarzyszami[3]
- 28 grudnia, jako wspomnienie św. Domny, męczennicy z Nikomedii razem ze św. Teofilą i innymi towarzyszami[4].